# ʿAlāʾ al-Aswānī
ʿAlāʾ al-Aswānī (in arabo علاء الأسواني‎?; IPA: [ʕæˈlæːʔ elɑsˈwɑːni]; Il Cairo, 26 maggio 1957) è uno scrittore egiziano.

## Biografia
Nato a Il Cairo da un'abbiente famiglia borghese, figlio di un avvocato e scrittore, ʿAbbās al-Aswānī, originario di Assuan (nella Bassa Nubia), al-Aswānī ha compiuto i suoi studi superiori presso un liceo egiziano di lingua francese e ha studiato odontoiatria negli Stati Uniti presso l'Università dell'Illinois, a Chicago. Esercita tuttora la professione di dentista.
Collabora regolarmente con i giornali dell'opposizione ed è vicino agli intellettuali di sinistra, in particolare allo scrittore Sonallah Ibrahim. Si dichiara indipendente a livello politico ma è uno dei membri fondatori del movimento di opposizione Kifāya ("Basta così") che reclama le elezioni presidenziali libere in Egitto.
Il suo romanzo Palazzo Yacoubian, pubblicato nel 2002 è un vero e proprio fenomeno editoriale nel mondo arabo ed è stato tradotto velocemente in una ventina di lingue. Vi è descritta la brulicante vita di un edificio del centro, un tempo grandioso, della città del Cairo in cui gli abitanti affrontano la corruzione opprimente del regime e l'aumento della pressione islamica. Nel 2006 da questo libro è stato tratto anche il film The Yacoubian Building.
Prosegue con il romanzo Chicago, pubblicato nel 2006, che dipinge la vita degli studenti arabi negli Stati Uniti dopo gli attentati dell'11 settembre 2001. Anche questo libro ottiene un enorme successo in termini di vendite.
La sua opera Se non fossi egiziano, è una raccolta di racconti, il primo dei quali scritto negli anni novanta, in precedenza mai pubblicata per l'opposizione di un burocrate.
Sebbene sia ideologicamente vicino agli scrittori di sinistra come Sonallāh Ibrāhīm, ʿAlāʾ al-Aswānī adotta uno stile realista e diretto, che lo rende intelligibile a un vasto pubblico di lettori, senza sacrificare la potenza della narrazione. La sua abilità nel catturare la vita rigogliosa dell'Egitto in tutte le sue diversità ha fatto sì che venisse paragonato al Premio Nobel per la letteratura Nagib Mahfuz.

## Opere
- Palazzo Yacoubian (عمارة يعقوبيان ʿImārat Yaʿqūbyān, 2002), Feltrinelli 2006 (ISBN 9788807880261), romanzo
- Se non fossi egiziano (نيران صديقة Nīrān sadīqa, 2004), Feltrinelli 2009 (ISBN 9788807017865), raccolta di racconti
- Chicago (شيكاغو Shīkājū, 2007), Feltrinelli 2008 (ISBN 9788807722837), romanzo
- La rivoluzione egiziana Feltrinelli, 2011, saggio, ISBN 9788807172144
- Cairo Automobile Club (نادي السيارات Nādī il-sayyārāt), Feltrinelli 2014, romanzo, ISBN 9788807031076
- Sono corso verso il Nilo (جمهورية كأن Jumhuriyat ka'an), Feltrinelli 2018, romanzo, ISBN 9788807033087

## Premi
- 2005  Premio Bashraheel al Romanzo Arabo (جائزة باشراحيل للرواية العربية)
- 2005  Premio Internazionale Cavafi
- 2006  Premio Romanzo al Festival di Tolone
- 2007  Premio alla Cultura dalla Fondazione del Mediterraneo
- 2007  Premio Grinzane Cavour
- 2008  Premio Bruno-Kriesky
- 2008  Premio Friedrich
- 2010  University of Illinois Achievement Award
- 2011  Blue Metropolis Award for Arabic Literature
- 2012  Premio Letterario Tiziano Terzani
- 2012  Premio alla Cultura Mediterranea
- 2012  Premio Johann Philipp Palm
- 2016  Ordre des Arts et des Lettres